# Chiesa di Sant'Antonio Abate (Rionero in Vulture)
La chiesa di Sant'Antonio Abate è una chiesa situata alla periferia di Rionero in Vulture nell'omonimo rione. 
Di origini incerte, si pensa sia stata costruita dagli abati benedettini di Monticchio tra la fine del XII e l'inizio del XIII secolo, stando allo stile architettonico dei muri e delle finestre molto simile a quello del castello e della cattedrale di Santa Maria Assunta di Melfi, e dell'abbazia della Santissima Trinità di Venosa. L'edificio subì restauri e rimaneggiamenti nel corso dei secoli dopo i terremoti del 1316, del 1651 e dopo il devastante terremoto del 1851. La chiesa di Sant'Antonio fu anche luogo di incontro, il 1º aprile 1502, tra Louis d'Armagnac, duca di Nemours e Gonzalo Fernández de Córdoba, supremi comandanti degli eserciti francese e spagnolo, incontratisi per decidere la spartizione del Regno di Napoli, e questo evento è commemorato da una lapide posta all'esterno.

## Descrizione
La chiesa ha una sola navata formata da quattro campate coperte da volte a crociera a sesto acuto.
Nella prima campata si trova, a sinistra, l'accesso ad una cappella, molto rimaneggiata, con un altare novecentesco dedicato al Sacro Cuore di Gesù, alla Madonna di Fátima e a Santa Rita da Cascia. In questa cappella troviamo inoltre il monumento sepolcrale in marmo, neoclassico nelle forme, del sacerdote Giuseppe Rigillo Faraone che fece restaurare la chiesa dopo il terremoto del 1851.
Nella seconda campata si trovano, a destra, delle nicchie decorate con stucchi barocchi accolgono le effigi della Madonna Addolorata, affiancata da Santa Lucia e da San Giovanni Battista. A sinistra vi sono tre tele del Settecento raffiguranti Sant'Emidio, l'Apparizione della Madonna del Carmelo ed il battesimo di Cristo. Nella terza, a destra, vi è una nicchia contenente un crocifisso ottocentesco, affiancato dalle statue della Vergine Maria e San Giovanni, al di sotto delle quali vi è un Cristo Morto, che viene portato in processione durante le Sacre Rappresentazioni del Sabato Santo; a sinistra vi sono delle nicchie decorate con stucchi neogotici che racchiudono le statue di San Giovanni Maria Vianney, San Nicola di Bari e una statua lignea del XIV secolo raffigurante sant'Antonio Abate.
Nel presbiterio, che costituisce la quarta campata, troviamo un altare realizzato con marmi policromi del Settecento, sormontato da un baldacchino eclettico che incornicia la venerata immagine della Madonna del Carmelo, patrona della cittadina. Sul retro dell’altare, al di sopra della sacrestia, vi una cantoria con un organo.

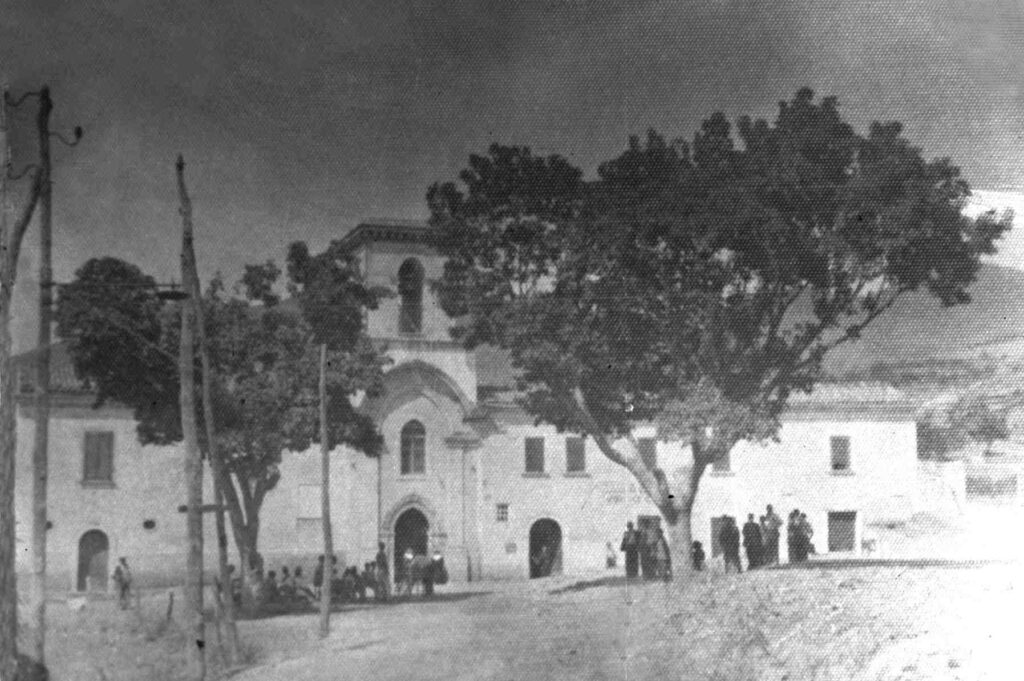
La chiesa e la casa di riposo ritratte in una fotografia del 1900